# Teodiceja
Teodiceja (drugi nazivi: racionalna teologija, filozofska teologija, lat. theologia naturalis) je filozofska disciplina o Bogu.

## Uvod
Teodiceja se svrstava u specijalnu metafiziku. Razlikuje se od objavljene ili dogmatske teologije (lat. theologia dogmatica), koja se temelji na objavi i na božanskom autoritetu. Filozofska teologija ili teodiceja temelji se samo na iskustvu i razumu.
Riječ "teodiceja" (lat. theodicea) sastavljena je od dvije grčke riječi: Θεός (Theós, Bog) i δίκη (díkē, pravednost), a znači opravdanje Boga, bogoopravdanje, aludirajući na jedno od glavnih pitanja teodiceje, pitanje postojanja zla u svijetu.
Sam naziv teodiceja skovao je G. W. Leibniz, davši naslov jednom svom djelu: Essai de Théodicée sur la bonté de Dieu, la liberté de l'homme et l'origine du mal ("Eseji iz teodiceje o Božjoj dobroti, ljudskoj slobodi i podrijetlu zla", 1710.).
Boga zamišljamo kao apsolutno savršeno biće, prvi uzrok i zadnji cilj svih stvari. Pojam Boga uključuje, dakle, troje:
1. Apsolutnu egzistenciju: Bog egzistira po sebi, neovisno o ikakvom uzroku.
2. Savršenu esenciju: Bog ima u sebi puninu bitka i savršenosti.
3. Savršenu kauzalnost: Bog je prvi uzrok i zadnji cilj svega.

Prema tome, tri su poglavlja teodiceje: Božja egzistencija, Božja narav i atributi, te Odnos Boga prema svijetu.

## Božja egzistencija
Pokušajima dokazivanja Božje egzistencije prethode pitanja kao što su je li uopće nužno dokazivati Božju egzistenciju, te je li ju moguće dokazati.

### Nužnost i mogućnost dokazivanja Božje opstojnosti
Negativne odgovore na pitanje nužnosti i mogućnosti dokazivanja Božje opstojnosti možemo svesti na četiri glavne skupine:
- Ontologizam - Ontologisti tvrde da nije nužno dokazivati Božju egzistenciju, jer je, prema njihovu mišljenju, egzistencija Božja neposredno evidentna: mi imamo intuiciju Boga. Glavni predstavnik ontologizma je francuski filozof  N. Malebranche.
- Inatizam - Neki filozofi drže da imamo prirođenu ideju Boga (Platon, R. Descartes, G. W. Leibniz).
- Fideizam i agnosticizam - Fideisti tvrde da egzistenciju Božju ne možemo prirodnim putem spoznati, nego samo vjerom (lat. fides, odatle "fideizam"), a agnostici niječu i moć razuma i svjetlo vjere. Po njihovu mišljenju, naš razum ne može spoznati ono što nadilazi osjetne datosti, pa se stoga Bog i njegova egzistencija ne mogu dokazati. Fideizam zastupaju: B. Pascal, J. J. Rousseau, F. H. Jacobi,  F. Schleiermacher, I. Kant i drugi. Agnosticizam zastupaju: H. Spencer, E. Renan, P. Sabatier, A. Loisy, pozitivisti i drugi.
- Dijalektična teologija - Predstavnici "dijalektične teologije" (K. Barth, F. Gogarten, R. Bultmann) tvrde da postoji apsolutni ponor između Boga i čovjeka, i on se prirodnim razumom ne može premostiti. Za dijalektičnu teologiju samo objava odozgor može čovjeku omogućiti pristup Bogu. Postoji samo dogmatska teologija, a ne i theologia naturalis. Gogarten s tim u vezi kaže:

»Drskost je tvrditi da se od konačnog sa silama konačnog može doći do Beskonačnog; drskost je apsolutnu opreku, između Stvoritelja i stvorenja, htjeti premostiti polazeći od stvorenja…«

### Dokazi za Božju egzistenciju
Dokaze za Božju egzistenciju možemo podijeliti na apriorne i aposteriorne.

#### Apriorni dokazi
Apriorni dokazi polaze ne od neke iskustvene činjenice, nego od neke ideje i pokazuju da ta ideja uključuje egzistenciju bića koje ima neki božanski atribut. Apriorni dokazi temelje se na principu identiteta ili kontradikcije.
- Ontološki dokaz - Temeljna misao ontološkog dokaza može se ovako rezimirati: Bog je najviše biće. Kad On ne bi egzistirao, On ne bi bio najviše biće. Dakle, On egzistira. Ili: Bog ima sve savršenosti. Egzistencija je savršenost. Dakle, On ima egzistenciju. Ontološki dokaz ima više različitih formulacija. (Anzelmova formulacija, Bonaventurina formulacija, Descartesova formulacija, Leibnizova formulacija, Lotzeova formulacija itd.).
- Ideološki dokaz - To je dokaz iz nužnih i vječnih istina. On se može ovako formulirati: Postoje vječne i nužne istine. Kad svijet ne bi egzistirao, bilo bi istinito u svakom mogućem svijetu da ista stvar ne može biti i ne biti, da ništa ne može nastati bez uzroka, da je cjelina veća od dijela itd. A vječne i nužne istine mogu postojati samo u nekom misaonom biću koje je vječno i nužno. To je biće Bog. Ako to biće ne postoji, mi zapadamo u kontradikciju: vječne i nužne istine nisu vječne i nužne.

#### Aposteriorni dokazi
Aposteriorni dokazi polaze od neke iskustvene činjenice i pokazuju da se ta činjenica ne može istumačiti bez hipoteze nekog bića o kojemu nemamo iskustvene spoznaje i koja je Bog. Aposteriorni dokazi temelje se na principu dostatnog razloga.
- Kozmološki dokazi - Polazna točka za dokazivanje Božje egzistencije jest iskustvena stvarnost vanjskoga svijeta.

1. Dokaz iz kontingentnosti - Sve je u svijetu kontingentno: sve stvari, sva bića u svijeta takva su da mogu biti ili ne biti; njihova je bit po sebi indiferentna da realno egzistira ili ne egzistira. Ona prema tome nemaju u sebi razloga svoje egzistencije. Ako kontingentna bića nemaju u sebi razlog svoje egzistencije, moraju, po principu dostatnog razloga, imati razlog svoga egzistiranja u nekom drugom biću i, konačno, u biću koje nužno egzistira, koje je a se, koje prema tome ne može biti a da ne egzistira. To je biće Bog.
2. Dokaz iz kauzalnosti u svijetu - Polazna točka ovog dokaza jest činjenica nastajanja novih bića. Pita se: Da li ta nova bića imaju dostatan razlog svoga nastanka u nizu tvornih uzroka, koje možemo konstatirati u svijetu, ili traže neki izvankozmički i neuzrokovani uzrok - a to je Bog.
3. Dokaz iz gibanja - Gibanje se uzima ovdje u filozofskom značenju prijelaza iz potencije u akt, to jest iz stanja lišenosti (privacije) u stanje posjedovanja (imati i ne imati neku savršenost). Temeljni je, nadalje, princip metafizike da ništa ne prelazi iz potencije u akt, osim pod utjecajem (djelovanjem) nekog uzroka koji je već u aktu; drugim riječima: Ništa ne može biti uzrok sama sebe. Zapažamo u svijetu gibanje, mijenjanje, prijelaz iz potencije u akt. A ništa se ne giba, ne mijenja, ništa ne prelazi iz potencije u akt osim djelovanjem nekog uzroka koji je već u aktu. U nizu ovih uzroka ne možemo ići u beskonačnost. Moramo se, dakle, zaustaviti kod nekog prvog uzroka, odakle potječe aktivnost svih drugih - a to je Bog. Gibanje materije pretpostavlja prvog pokretača (grč. πρωτον κινουν, proton kinoun), koji sve ostale pokreće, a njega nitko ne pokreće (grč. κινουν ακινητον, kinoun akineton, nepokrenuti pokretač) - a to je Bog.
4. Dokaz iz reda, zakonitosti i finalnosti u svijetu - Ovaj dokaz polazi od činjenice reda, zakonitosti i finalnosti (svrhovitosti) u svijetu. Princip na kojem se temelji jest princip kauzaliteta. Zaključujemo iz nekog učinka, a to je divna organizacija svemira, na uzrok ili dostatni razlog toga učinka, a to može biti samo neko više inteligentno biće. Ovaj se dokaz može dvostruko formulirati, pa imamo dva dokaza:
  1. Nomološki dokaz (grč. νόμος, nómos, zakon) - Svijet je harmonijski uređena cjelina u kojoj sve stvari stoje u međusobnim odnostima, koji su normirani zakonima. Ta zakonitost - a prema tome red i harmonija u svijetu - nužno pretpostavlja neki razum. A jer prirodni zakoni nemaju oznake nutarnje bitne nužnosti, jer bi mogli biti i drukčiji, oni traže za svoje razjašnjenje neki nadkozmički Logos, nadkozmičku inteligenciju, koja je ujedno i svemoćna Volja (koja ravna svim što je u svijetu) - a to je Bog.
  2. Teleološki dokaz (grč. τέλος, telos, cilj, svrha) - Postoji u prirodi finalnost, teleologija, to jest namjerno adaptiranje sredstava nekom cilju. To zapažamo već u neživoj prirodi. Toliko mnoštvo elemenata i sila u svemiru sačinjava ipak jedinstveni kozmos, a to znači da su pojedini elementi podređeni cjelini. Samo na temelju teleološki udešenog koordiniranja kozmičkih elemenata i sila fizički je svemir moguć. Finalnost (svrhovitost) se očituje na poseban način kod živih bića. Svi organi, sve funkcije živih bića tako su koordinirane da ostvaruju jedinstvo individue i njeno održanje u životu. Ta finalnost u svemiru nužno pretpostavlja neku inteligenciju koja je cilj i plan zamislila, i volju koja ga je ostvarila - a to je Bog.

- Antropološki dokazi - Polazna točka za dokazivanje Božje egzistencije jest iskustvena stvarnost unutrašnjeg (psihičkog) svijeta.

1. Psihološki dokaz - Dokazujemo egzistenciju Božju iz dubokih težnja ljudske duše. Čovjek u dubini svoga bića teži za apsolutnom savršenošću: za apsolutnom istinom, za beskonačnim dobrom, za savršenom ljepotom, za beskrajnom ljubavlju. Ništa na ovom svijetu ne može zadovoljiti ove duboke težnje ljudskog bića jer na svijetu je sve nesavršeno. I mi zaključujemo da mora postojati neko Biće, koje je u stanju zadovoljiti ove težnje, Biće koje je sama Istina, Dobrota, Ljepota i Ljubav - a to je Bog.
2. Moralni dokaz - On se izvodi iz činjenice moralne obligacije. Postoji moralni red koji nam se nameće kao bezuvjetna obligacija (Kantov "kategorički imperativ"). A jer ništa ne može biti bez dostatna razloga, to i moralni red i njegov obligatni karakter mora imati dostatan razlog. Zadnji razlog bezuvjetne moralne obligacije može biti samo u jednom najvišem Zakonodavcu, koji jedini može ljudsku volju obvezati - a to je Bog.
3. Dokaz iz općeg uvjerenja ljudskog roda (etnološki dokaz) - Svi su narodi vjerovali u Boga. Ta univerzalnost dokazuje da se čovjek, promatrajući svijet, njegove ljepote i red koji u njemu vlada, instinktivno uzdiže do pojma začetnika toga svijeta - Boga.

#### Zaključak o dokazima za Božju egzistenciju
Svi su dokazi primjene principa dostatnog razloga: svaka stvar ima svoj razlog ili u sebi ili u drugom. Svaki dokaz precizira primjenu dostatnog razloga na područje kontingentnosti, gibanja, finalnih uzroka, ljudskih težnja i općeg uvjerenja ljudskog roda.
Svaki nas dokaz dovodi do Boga i uključuje sve druge. Ali svaki dokaz ističe posebni aspekt božanske kauzalnosti i pokazuje da, kakvo god stajalište zauzeli, svijet ima dostatni razlog samo u Bogu, tako da možemo birati između dvoga: ili Bog ili totalna apsurdnost.

## Božja narav i atributi

### Mogućnost spoznaje Božje naravi

#### Analogija
Boga spoznajemo samo po njegovim učincima. Ti učinci imaju uvijek neku sličnost s uzrokom, i zato je principijelno moguće spoznati Boga, i zato je ta spoznaja realna. Međutim, ona je nesavršena, jer savršeno spoznajemo neku stvar samo ako znamo što je ona u sebi.
Bogu pripisujemo savršenosti stvorova samo po analogiji, to jest tvrdeći da, uz sličnosti stvorova s Bogom, postoje i beskonačne razlike.
Postoje dvije vrste analogne spoznaje Boga: analogija proporcionalnosti i analogija unutarnje atribucije.
- Analogija proporcionalnosti: Budući da su konačna bića participacije božanskog bitka, postoji temeljna ontološka sličnost konačnih bića s beskonačnim Bićem, i zato savršenosti koje izričemo o konačnim bićima moraju se izricati u istom značenju (prema istoj definiciji) i o beskonačnom biću, ali na različit način.
- Analogija unutarnje atribucije: Budući da su konačna bića participacije Božanskog Bića, postoji neka temeljna sličnost konačnih bića s beskonačnim Bićem, a ujedno njihova totalna ovisnost o beskonačnom Biću. Zato savršenosti konačnih bića ontološki konveniraju beskonačnom Biću primarno, apsolutno, esencijalno, a konačnim bićima samo sekundarno, nesavršeno, ovisno o beskonačnom Biću.

Analogija je kombinacija sličnosti i razlike. Iz ovoga se vidi koje je metafizičko značenje analogije za problem Boga. Analogija priječi potpunu rastavu Boga i svijeta (deizam), a ujedno onemogućuje njihovu identičnost (panteizam). Ona je, dakle, u sredini između dvije krajnosti.

#### Agnosticizam
Općenito govoreći, agnosticizam je nauka prema kojoj ljudski duh ne može spoznati ono što nadilazi osjetno iskustvo. To je metafizički agnosticizam.
Agnosticizam s obzirom na Boga može se nazvati teološkim agnosticizmom. On može imati veću ili manju ekstenziju. Neki agnostici niječu mogućnost spoznaje Božje egzistencije, a drugi tvrde da je moguće sa sigurnošću upoznati Božju egzistenciju, ali da je nemoguća spoznaja njegove naravi (esencije, biti).
Postoji i jedna forma agnosticizma koji tvrdi da Bog tako beskonačno nadilazi stvorenja, da nam ga je nemoguće spoznati. Svijest nemogućnosti spoznaje jest jedina prava spoznaja koju možemo imati o njemu. To je mistički agnosticizam, agnosticizam negativne teologije.

### Metafizička bit Božja
Bit (esencija) jest ono po čemu je neko biće ono što jest. Fizička bit jest skup realno različitih principa koji sačinjavaju neko biće (npr. tijelo i duša za čovjeka). Metafizička bit jesu oznake bez kojih neko biće ne možemo zamisliti (npr. osjetnost i razumnost su metafizička bit čovjeka). Postavlja se pitanje: Možemo li u Bogu neku savršenost smatrati temeljem i izvorom svih drugih, pa tako govoriti o metafizičkoj biti Božjoj?
Neki filozofi tako drže da je metafizička bit božja beskonačnost, drugi da je to subzistentna misao Božja, treći pak da je to aseitet (subzistentni bitak, subzistentna egzistencija).

### Božji atributi

#### Pojam atributa
Pod atributima se misli na savršenosti Božje, ako ih naš razum može spoznati. Razlikujemo čiste i mješovite savršenosti. Čista savršenost jest ona koja u svom pojmu ne uključuje nikakve nesavršenosti (npr. mudrost, dobrota...) i koja zato ne stoji u opreci s nekom savršenošću višeg reda. Savršenost je mješovita ako u svom pojmu uključuje neku nesavršenost (npr. tjelesnost, vremensko egzistiranje...).
U Bogu možemo razlikovati dvije vrste atributa: metafizičke i moralne. Metafizički atributi su Božje savršenosti ako se On promatra sam u sebi, neovisno o svijetu. Moralni atributi su Božje savršenosti ako se On promatra u svojim odnosima sa svijetom.

#### Metafizički atributi Božji
- Apsolutna jednostavnost - Jednostavnost je nedjeljivost bitka. Jednostavno je ono čiji je bitak ne samo nerazdijeljen nego i nedjeljiv. To je najviši stupanj jedinstva, i zato jednostavnost izriče pozitivnu savršenost. Bog ne može biti sastavljen od dijelova, ni fizički ni metafizički. Svaki sastav znači nesavršenost, jer ono što je sastavljeno ovisi nužno o dijelovima od kojih je sastavljeno.
- Jedinstvo - Jasno je da je Bog, kao sve što egzistira, individualno biće i da se ne može multiplicirati. Ne može biti više bogova. Mnoštvo bića iste naravi može biti samo onda ako postoji razlika između metafizičke i individualne biti. Takva je razlika u Bogu, kao apsolutno jednostavnom biću, isključena.
- Nepromjenjivost jest ona savršenost kojom Bog ostaje nužno identičan samome sebi bez ikakva mijenjanja. Mijenjati se znači dobiti ili izgubiti nešto, a Bog, kao apsolutno savršeno Biće, ne može nikakve nove savršenosti dobiti, a ne može nikakve savršenosti ni izgubiti, jer bi prestao biti savršen.
- Neizmjernost Božja jest savršenost po kojoj je Bog prisutan u svakom mogućem prostoru. Njegova posvudašnjost ovisi o neizmjernosti i nužna je samo u hipotezi stvaranja svijeta.
- Vječnost - Bog je vječan. To znači da Bog nema početka, jer on postoji nužnošću svoje naravi. Početi biti - to je nesavršenost, koja se bez apsurdnosti ne može tvrditi o beskonačno savršenom biću. Bog nema svršetka. Njegova je bit da bude. U Bogu nema sukcesije. Bogu se ne može primijeniti pojam vremena s prošlošću, sadašnjošću i budućnošću, jer je Bog jednostavan i nepromjenjiv.

#### Moralni atributi Božji
- Božansko znanje - U Boga je sve beskonačno. Moramo, dakle, tvrditi da je Bog beskonačni Um, beskonačna Inteligencija i da ima beskonačno znanje, to jest da zna ne samo što je bilo, što jest i što će biti, nego i sve što je moguće.
- Božanska ljubav - Ljubav je težnja volje prema spoznatom dobru. Ona je, dakle, savršenost, pa mora i u Bogu postojati. Primarni predmet božanske ljubavi jest on sam. Budući da je Bog beskonačno dobro, i jer se on spoznaje kao takvo, on ljubi sama sebe ljubavlju koja je adekvatna svome premetu, naime beskonačnom ljubavlju. Ljubeći samoga sebe Bog ljubi i sva bića koja je stvorio.
- Božanska volja - Da Bog ima moć i aktivnost volje, to je nužni zahtjev njegove duhovnosti i njegove beskonačne savršenosti: voljna aktivnost je čista savršenost, koja beskonačno savršenom Biću ne može nedostajati.
- Božja osobnost - Osobnost izriče najvišu autonomiju duha, najsavršenije što postoji u svijetu: subzistentnost razumne i slobodne naravi. Tu savršenost mora i Bog posjedovati: On je osobno Biće.

## Odnos Boga prema svijetu
Odnos Boga i svijeta postavlja različite probleme: problem razlike Boga i svijeta, problem stvaranja i problem providnosti.

### Razlika između Boga i svijeta
Postavlja se pitanje: Je li Bog supstancijalno različit od svijeta ili je identičan sa svijetom? Panteizam tvrdi da su Bog i svijet supstancijalno identični, a deizam da su Bog i svijet supstancijalno različiti.

#### Panteizam
Možemo razlikovati tri vrste panteizma:
- Materijalističko-naturalistički panteizam - Jedan shvaća Boga imanentnim svijetu. Ta forma panteizma ili materijalizira Boga: to je panteistički materijalizam stoičkih filozofa i naturalistički panteizam filozofa 18. stoljeća (Diderot, D'Holbach); ili spiritualizira svijet: takav je Spinozin panteizam, po kome su sve stvari samo različiti modaliteti božanske supstancije.
- Emanatistički panteizam - Druga forma panteizma drži da je svijet emanacija Boga: svijet izlazi iz Bog i u konačnoj fazi opet će se sjediniti s Bogom. Plotin i Scotus Eriugena zastupaju ovu formu panteizma. Ovo je napola panteizam: svijet je aktualno različit od Boga, ali je ispočetka bio jedno s Bogom i u to će se stanje opet vratiti.
- Evolucionistički panteizam - Panteizam njemačkih filozofa 19. stoljeća (Fichte, Schelling, Hegel, Schopenhauer) može se nazvati evolucionističkim panteizmom: za njih je Bog termin univerzalnog zbivanja. Bog nije, nego nastaje, evolvira. Ili ako jest, on je samo imanentna sila koja pokreće svijet iznutra i upravlja njegovom evolucijom.

Glavni dokaz panteizma bio bi ovaj: Bog je beskonačan, a beskonačno postoji samo uz uvjet da je sve. Kad bi nešto postojalo izvan Boga, Bog ne bi bio sve, ne bi bio beskonačan. Nadodati nešto beskonačnom jest apsurd. Prema tome, ništa ne postoji izvan Boga: pojedinačna bića jesu samo modaliteti božanske supstancije, samo teofanije.

#### Božja imanentnost i transcendentnost
Bog je apsolutno različit od svemira i transcendentan svemiru. No, ta transcendentnost ne isključuje imanentnosti (ili prisutnosti) Božje svemiru.
- Božja imanentnost - Bog, jer je nužno prvi Princip, univerzalni Uzrok svega, mora biti prisutan svemu što jest, štoviše, mora biti prisutniji bićima nego što su ona prisutna sama sebi, jer ona postoje samo kao učinak neprestanog utjecaja stvaralačke moći Božje. Međutim, ta imanentnost nije miješanje, spajanje ili identičnost božanskog Bića sa stvorenim bićima (a to tvrdi panteizam). Treba ju shvatiti kao neki način duhovne prisutnosti, koja se ne može svesti na tjelesnu. I zato je beskonačno dublja i obuhvatnija.
- Božja transcendentnost - Pod transcendentnošću se misli apsolutna neovisnost Božja s obzirom na svijet i suvereno gospodstvo Božje nad čitavim svemirom. Ne smijemo ni predstavljati Božju transcendentnost kao neku prostornost i materijalnu eksteriornost, jukstapoziciju Boga i svijeta. Pojam transcendentnosti znači samo apsolutnu neovisnost i savršeni aseitet Božji, to jest da Bog egzistira nužno po sebi, lat. a se.
- Božja imanentnost i transcendentnost jednako su nužne, to su dva nužna aspekta pojma Boga. Bez imanentnosti Bog bi bio nešto strano, tuđe svemiru (deizam) i, prema tome, On ne bi bio ni beskonačan ni savršen (ideja Boga bila bi proturječna). Bez transcendentnosti Bog bi bio identičan svemiru (panteizam), dakle opet nesavršen, potencijalan, u postojanju: pojam Boga bio bi opet proturječan.

Istina o Bogu jest: savršeno jedinstvo imanentnosti i transcendentnosti.

### Stvaranje

#### Pojam stvaranja. Stvaranje i počinjanje
Stvoriti znači proizvesti nešto iz ništa (bez preegzistentne materije). Ljudski proizvodi predstavljaju uvijek neku preegzistentnu materiju: čovjek može samo nešto transponirati, a nikad stvoriti u pravom smislu riječi. Stvaranje je privilegij Božji, jer zahtijeva beskonačnu moć.
Pojam stvaranja nije nužno vezan za pojam vremena. Kad kažemo da je svijet stvoren, mislimo prije svega to da je on apsolutno ovisan o Bogu. Ako je svijet imao početak, onda je i vrijeme s njim počelo, a prije toga nije bilo ničega: ni vremena, ni prostora, ni preegzistentne materije.

#### Hipoteze o nastanku svijeta
1. Svijet egzistira po sebi (a se). U tom slučaju morao bi imati sve atribute beskonačnog, a jasno je da tih atributa nema: sve je u svijetu konačno.
2. Materija je vječna kao i Bog, a da je Bog nije stvorio, nego samo organizirao. To je dualizam sa svim svojim poteškoćama. Materija, vječna i nestvorena, morala bi imati sve atribute beskonačnog; Bog bi ovisio o njoj u svom organizatorskom djelovanju i ne bi bio beskonačan.
3. Svijet je nastao iz Boga emanacijom. No, apsurdno je zamisliti da je Bog mogao učiniti svijet iz jednog dijela svoje supstancije, jer Bog je duhovno i savršeno jednostavno biće. On nije mogao formirati iz svoje supstancije materijalni, sastavljeni i promjenjivi svijet.
4. Bog je stvorio svijet iz ničega, to jest bez preegzistentne materije. Beskrajno dobar, On je stvorio svijet iz dobrote, jer je u naravi dobra da se komunicira. Stvaralački akt Božji jest bitno akt ljubavi. To je jedini način kako da istumačimo egzistenciju svijeta. To je kreacionizam.

### Providnost
Bog je ne samo stvoritelj svijeta, On je i Providnost. Akt, kojim On hoće od vječnosti da svijet egzistira, nastavlja se. Zato se kaže da je Providnost neprestano stvaranje. To ne znači da se stvaranje neprestano obnavlja, nego da svijet voljom Božjom zadržava svoju egzistenciju bez diskontinuiteta.
Kad bi svijet, jedanput stvoren, mogao postojati bez efektivnog Božjeg sudjelovanja, bio bi u tom pogledu neovisan o Bogu, a to bi se protivilo beskonačnoj savršenosti Božjoj. Zato, kad bi Bog htio uništiti svijet, ne bi trebao ništa pozitivno učiniti: dosta bi bilo da uskrati svoju pomoć.

### Bog s obzirom na djelovanje stvorova
Kao što svi stvorovi ovise o Bogu u svom bitku, tako ovise o njemu i u svom djelovanju. Bog ne samo uzdržava bitak stvorova, nego on i sudjeluje sa svakim stvorenim uzrokom, te kao što nijedno biće ne bi moglo postojati a da ga Bog ne uzdržava, tako ono ne bi moglo ni djelovati da Bog ne sudjeluje s njim.
Božansko sudjelovanje jest akt kojim Bog utječe na djelovanje stvorova. Razlikujemo posredno i neposredno sudjelovanje.
- Posredno sudjelovanje (lat. concursus mediatus) sastoji se u tome da Bog stvorovima daje i uzdržava sposobnosti i sve što im je potrebno da djeluju. Nužnost ovog Božjeg sudjelovanja slijedi iz same činjenice stvaranja i uzdržavanja.
- Neposredno sudjelovanje (lat. concursus immediatus) sastoji se u sudjelovanju koje Bog daje samim činima sekundarnih uzroka, to jest učincima što ih oni proizvode.

### Neposredno sudjelovanje Božje u slobodnim činima

#### Problem Božjeg sudjelovanja u slobodnim ljudskim činima
Slobodni čin volje jest onaj kojim se volja sama determinira imajući moć da radi i drukčije. Nameće se pitanje, kako shvatiti narav božanskog sudjelovanja, a da ono ne ništi slobodu ljudskih čina.To je sudjelovanje nastavak posrednog sudjelovanja, koji daje volji moć i sredstva da djeluje. To sudjelovanje postaje neposredno i simultano (istodobno) s obzirom na akt volje, čim ona djeluje. Takvo sudjelovanje respektira ljudsku slobodu, jer ako je posredno, ono ostavlja volju indiferentnom da čini ovo ili ono, a ako je neposredno, ono prati odluku volje. Ono je ne determinira, nego, uz njegovu pomoć, volja se sama determinira. Ta simultanost ljudske akcije i božanskog sudjelovanja spašava slobodu odluke. Ova bi se teorija o Božjem simultanom djelovanju mogla ilustrirati primjerom majke koja pomaže svom djetetu da hoda.

#### Tomističko poimanje
Tomisti drže da se sudjelovanje Božje treba shvatiti tako da sam Bog unaprijed odlučuje u kojem će činu sudjelovati sa stvorovima (predeterminacija ili predodređenje), da on, štoviše, sam mora fizički pokretati svaki stvor, pa i djelovanje čovječje volje (fizička premocija).
Fizička predeterminacija osigurava božansku svemoć, ali ništi ljudsku slobodu. Ako Bog i unaprijed determinira neki čin, onda je metafizički nemoguće da ga ne učinimo. Fizička predeterminacija ne može se složiti sa svetošću Božjom, jer je u tom slučaju Bog direktni autor grijeha. Na ove poteškoće tomisti odgovaraju:
Fizička premocija ne ništi slobode: nužnost djelovanja, koja slijedi iz fizičke premocije, nije apsolutna nužnost, nego samo uvjetna. Čin volje ostaje dakle kontingentan i slobodan. Božansko sudjelovanje uvijek je akomodirano naravi stvorenih bića: ono, istina, determinira slobodna bića na djelovanje, ali ih tako determinira, da slobodno djeluju.

#### Molinističko tumačenje
Po shvaćanju Louisa de Moline, ljudska volja ne treba božanske premocije ili impulsa, jer se sama svojom vlastitom inicijativom odlučuje na djelovanje. Tim se isključuje božansko sudjelovanje. Voljni akt potječe i od Boga i od čovjeka: od Boga, ako se promatra aspektom bitka; od čovjeka, ako se promatra kao određeni čin, to jest ako je on upravo ova odluka. Imamo, dakle, istodobno djelovanje Božje sa slobodnim djelovanjem čovjeka.
Molinističko tumačenje osigurava ljudsku slobodu, ali izgleda da se protivi principu kauzaliteta, po kojem nijedna moć ne može sama po sebi prijeći u akt, dakle nijedno stvorenje iz stanja neaktivnosti u stanje aktivnosti, iz potencije u akt.
Teško je dati potpuno adekvatno rješenje ovoga problema.

### Problem zla
Najveća objekcija protiv Providnosti jest činjenica zla u svijetu, jer, ili Bog nije mogao spriječiti zlo, i njegova moć nije beskonačna, ili nije htio, a onda nije dobar. Da se riješi ova objekcija, treba znati u čemu se sastoji zlo. G. W. Leibniz u svojoj Teodiceji razlikuje tri vrste zla: metafizičko, fizičko i moralno zlo.

#### Metafizičko zlo
Metafizičko se zlo sastoji u nesavršenosti bića. No, to nije zlo u pravom smislu riječi, i to je nužni uvjet svakog stvorenog bića. Bilo bi kontradiktorno kad bi stvoreno biće bilo apsolutno savršeno. Iz toga što postoji metafizičko zlo (u Leibnizovom smislu), ništa se ne može argumentirati protiv Providnosti, jer je stvoreno biće nužno ograničeno, a bolje je i da je takvo nego da uopće ne postoji.
Tužiti se što su stvorena bića nesavršena isto je što i tužiti se što uopće ima stvorenih bića.

#### Fizičko zlo
Fizičko zlo svodi se konačno na bol koja prati neke fizičke poremećaje. To je pravo zlo, međutim:
- To je zlo često rezultat individualnih pogrešaka, kazna za neumjerenost, imanentna pravda, kojoj nitko ne može umaći.
- To nije apsolutno zlo, jer može biti sredstvo većeg dobra.
- To zlo je posljedica prirodnih nesavršenosti, ono je uvjetovano bitnom strukturom stvorenog svijeta. Svodi se, dakle, na metafizičko zlo.

#### Moralno zlo
Najveću poteškoću zadaje moralno zlo - grijeh. Zašto je Bog dopustio grijeh, koji je zapravo njegova negacija?
Metafizička mogućnost grijeha dana je sa stvorenom slobodom. Budući da je čovjek slobodan, a nesavršen, on se svojom slobodom može poslužiti na zlo. Bogu se, međutim, ne može predbaciti što je dao čovjeku slobodu. To je veliki prerogativ za mogućnost slobodne odluke za nešto, za mogućnost konformiranja volji Božjoj slobodnim aktom i tako, na neki način, surađivati u stvarateljskoj aktivnosti Božjoj. No, ta savršenost nije apsolutna, jer se čovjek svojom slobodom može poslužiti na zlo.

### Zaključak o zlu
Zlo se, dakle, može složiti s egzistencijom Božjom. Samo u hipotezi da nema Boga, zlo, patnja, bol jest nešto apsurdno, a s tim i čitav svemir. Kad zlo izgleda strašno s Bogom, kako bi bilo istom bez njega.
Bez zla u svijetu pitanje Boga ne bi se uopće postavljalo, naš pogled ne bi se upravljao izvan granica ovoga svijeta i ovaj svijet bi nas potpuno zadovoljavao: on bi bio naš raj zemaljski, naš Bog. Naprotiv, zlo nas priječi da nađemo zadovoljstvo u svijetu. Što ima dobra u svijetu daje nam ideju realnosti Božje, a što ima zla daje nam uvjerenje da ta realnost, jer se ne nalazi na ovom svijetu, mora biti izvan granica ovoga svijeta.